# Nedyus
Nedyus är ett släkte av skalbaggar som beskrevs av Carl Johan Schönherr 1825. Nedyus ingår i familjen vivlar.

## Dottertaxa tillNedyus, i alfabetisk ordning[1][2]
- Nedyus asperifoliarum
- Nedyus assimilis
- Nedyus borraginis
- Nedyus caliginosus
- Nedyus chloropterus
- Nedyus chrysanthemi
- Nedyus cinereus
- Nedyus cochleariae
- Nedyus constrictus
- Nedyus contractus
- Nedyus crux
- Nedyus depressicollis
- Nedyus detritus
- Nedyus didymus
- Nedyus echii
- Nedyus ericae
- Nedyus erysimi
- Nedyus floralis
- Nedyus horridus
- Nedyus leucomelanus
- Nedyus litura
- Nedyus marginatus
- Nedyus melanarius
- Nedyus melanostigma
- Nedyus monostigma
- Nedyus neophytus
- Nedyus nigrinus
- Nedyus nigritus
- Nedyus obstrictus
- Nedyus ovalis
- Nedyus pallidactylus
- Nedyus phaeorhynchus
- Nedyus phaeorynchus
- Nedyus pollinarius
- Nedyus pusio
- Nedyus pyrrhorhynchus
- Nedyus quadrimaculatum
- Nedyus quadrimaculatus
- Nedyus quercicola
- Nedyus rudis
- Nedyus ruficrus
- Nedyus rugulosus
- Nedyus salicis
- Nedyus scutellatus
- Nedyus sisymbrii
- Nedyus spiniger
- Nedyus sulculus
- Nedyus suturalis
- Nedyus sysimbrii
- Nedyus troglodytes
- Nedyus uniguttatus